# Unione Social-Liberale
L'Unione Social-Liberale (in rumeno: Uniunea Social-Liberală - USL) è stata un'alleanza politica rumena siglata nel febbraio 2012 da tre distinti soggetti politici:
- il Partito Social Democratico (PSD);
- il Partito Nazionale Liberale (PNL);
- il Partito Conservatore (PC).

Raggruppava partiti di centro-sinistra e di centro.

## L'Idea
L'idea di un'alleanza tra socialisti, liberali e conservatori è venuta in seguito alla caduta del governo tecnico guidato da Mihai Răzvan Ungureanu.

## Storia
L'USL è stata fondata da Victor Ponta (PSD), Crin Antonescu (PNL) e Daniel Constantin (PC) nel febbraio 2012.
Le prime elezioni a cui ha partecipato ufficialmente sono state le elezioni amministrativa (locale), nelle quali ha totalizzato un ottimo risultato.

## Destituzione di Traian Băsescu
È stato il partito che più degli altri ha desiderato la destituzione del presidente della Romania, Traian Băsescu. È stato lo stesso partito ad organizzare, la sospensione al Parlamento. Il Governo Ponta ha organizzato in prima persona il referendum popolare per la destituzione. Il referendum ha avuto un esito positivo, poiché il popolo rumeno, si è espresso a favore della dimissione di Traian Băsescu (circa l'85%), ma in contemporanea un esito negativo. Infatti, solo il 46,13% dei rumeni è andato alle urne, mentre il referendum chiedeva un quorum di presenza del 50%+1. Quindi, il referendum è stato invalidato dalla Corte Costituzionale rumena. Il premier Ponta, ha denunciato il fatto dicendo che le liste degli aventi diritto al voto non erano state aggiornate prima della consultazione e che, visto l'alto numero dei deceduti, il quorum è stato raggiunto. Tuttavia, Băsescu è tornato ad essere presidente. È in corso una discussione sulla validazione o meno del referendum.

## Elezioni parlamentari del 2012
Il 9 dicembre si tengono le elezioni parlamentari, che segnano il trionfo social-liberale col 58,61% alla Camera e il 60,07% al Senato, ottenendo i 2/3 dei seggi e confermando il socialdemocratico Ponta premier.